# Sergio Malta
Sergio Malta (Rio de Janeiro, 15 de março de 1933) é um compositor, ator, desenhista, publicitário e jornalista brasileiro.

## Discografia

### Álbuns
- (2006) Sergio Malta - Música para quem ama música

### Músicas
- A tristeza de agora
- A tua voz
- As estações do amor
- Assim nasceu o amor
- Austrália eternal
- Carolina flor menina
- Carrinho
- Cidade coração
- Cravo vermelho (com Pernambuco)
- Dream and fantasy
- Düsseldorf alles blau
- Era tão bom
- Estrela da manhã
- Felicidade com Al Marine
- Ficou saudade (com Hélder Câmara)
- Fundo do mar
- Glissando
- Hino do Olympico Clube (com Marino Pinto)
- Imagination at work
- Incredible is the life
- Japanese song
- Joaninha
- La vida es solo um sueño
- Mais uma história de amor (com René Bittencourt)
- Manhã de amor (com Joluz)
- Moça
- Moments of a life time
- Mulata de verdade
- Música para nós dois
- Nascer baiano
- O céu virá depois
- Ontem, antes
- Palavras ao vento
- Poema em negro
- Rio Jobim
- Samba em fantasia
- Samba rasgado
- São Paulo by night
- Saudade azul
- Sempre te amarei
- Sim, eu sei (com Hélder Câmara)
- Simples
- Só depois que eu te encontrei
- Só o amor é divino (com Marino Pinto)
- Sonho e esperança
- Sonhos e lembranças
- Soraya
- Teus olhos (com Romeo Nunes)
- There was a day in Byron Bay
- Último ato (com Hélder Câmara)
- Vive no tempo
- Você é amor
- Volte pra casa
- Without loves and dreams